# Gailana
Gailana, auch Geilana geschrieben, war zunächst die Schwägerin, dann die Ehefrau des Würzburger Herzogs Gosbert und Initiatorin des Märtyrertodes des Heiligen Kilian.

## Familie und Leben
Gailana hatte zunächst den Bruder des späteren Herzogs Gosbert geheiratet, ehelichte nach dessen Tod aber Gosbert. Sie war die (Stief-)Mutter von Gosberts Sohn Hetan II.
Die Eheschließung mit Gosbert stieß auf die Kritik durch Kilian, der dem Herzog zur Trennung riet und daraufhin im Jahr 689 der Rache der Gailana zum Opfer fiel.

## Hintergrund
Der Tatbestand der sündigen Ehe wird aus zwei Quellen des Alten Testaments gespeist. Levitikus (Lev 18,16 ) verbietet die Ehe mit der Frau von nahen Verwandten, u. a. des Bruders. In Deuteronomium (Dtn 25,5–10 ) ist zwar die Ehe mit der Witwe des verstorbenen Bruders, die sogenannte Leviratsehe, vorgesehen, aber nur wenn aus der vorherigen Ehe keine Nachkommen stammten. Auf diese Vorgaben beruft sich Johannes der Täufer bei der Kritik der zweiten Ehe des Herodes Antipas und später die Kirche des frühen Mittelalters in ihren Ehevorschriften.
Konzile ab dem 6. Jahrhundert beschäftigen sich mit der Auflösung jener Ehen, die sie für sündig halten. Dabei wird in vorderer Reihe immer wieder die Schwagerehe genannt. Gemeint ist hier wie in der Kilianslegende die Ehe mit verwitweten Schwagern oder Schwägerinnen, die Ehe mit Geschiedenen scheidet von vornherein aus. Dahinter steht die Vorstellung, dass die Eheleute durch die Ehe („ein Fleisch“) quasi eine Blutsverwandtschaft zwischen den verschwägerten Familien herstellen.
Das germanische und das römische Recht hatten die Ehe mit verwitweten Schwägerinnen erlaubt. Zur Zeit der Abfassung der Kilianslegende um das Jahr 800 erreichte der Kampf der Kirche gegen die Schwagerehe seinen Höhepunkt. Der Heilige Bonifatius war einer der schärfsten Kritiker der Schwagerehe.

## Quelle
- Der Artikel basiert auf dem Artikel Gailana aus der freien Enzyklopädie WürzburgWiki und steht unter der Creative-Commons-BY-SA-Lizenz.

## Fußnote
1. ↑  Passio minor. In: Johannes Erichsen (Hrsg.): Kilian. Mönch aus Irland – aller Franken Patron (Katalog). Würzburg 1989, S. 20.

| Personendaten    | Personendaten |
| ---------------- | --- |
| NAME             | Gailana |
| KURZBESCHREIBUNG | zunächst die Schwägerin, dann die Ehefrau des Frankenherzogs Gosbert und Initiatorin des Märtyrertodes des Heiligen Kilian |
| GEBURTSDATUM     | 7. Jahrhundert |
| STERBEDATUM      | nach 688 |